# Liste der Mitglieder der Deutschen Akademie der Naturforscher Leopoldina/1746
Die Liste der Mitglieder der Deutschen Akademie der Naturforscher Leopoldina für 1746 enthält alle Personen, die im Jahr 1746 zum Mitglied ernannt wurden. Insgesamt gab es drei neu gewählte Mitglieder.

## Mitglieder
| Nr. | Name                      | Beiname       | Geboren       | Aufnahme | Gestorben     | Bild                                                                       | Datenbank                     |
| --- | ------------------------- | ------------- | ------------- | -------- | ------------- | -------------------------------------------------------------------------- | ----------------------------- |
| 545 | Heinrich Friedrich Delius | Democedes II. | 8. Juli 1720  | 20. Mai  | 22. Okt. 1791 | Heinrich Friedrich Delius, Ölgemälde (um 1770/80) von Johann Eberhard Ihle | Heinrich Friedrich von Delius |
| 546 | Johann Christoph Riedel   | Herodicus II. | 4. Okt. 1709  | 4. Jul.  |               |                                                                            | Johann Christoph Riedel       |
| 547 | Johannes Gesner           | Acarnan II.   | 18. März 1709 | 4. Sep.  | 6. Mai 1790   | Johannes Gessner auf einem Stich von David Herrliberger von 1758           | Johann Gesner                 |

## Hinweis zu den Lebensdaten
In der Liste sind zunächst die Lebensdaten gemäß Archiv der Leopoldina aufgenommen. Die Lebensdaten im Namensartikel können daher von den Lebensdaten in der Liste abweichen.